# Walter Ludescher
Walter Ludescher (* 5. Oktober 1942) ist ein ehemaliger österreichischer Fußballspieler und -trainer. Aktuell ist er Sportlicher Leiter beim Klagenfurter AC („FC KAC 1909“). Vom Beruf her schlug Walter Ludescher jenen des Lehrers ein, wurde später Professor und Leiter des Bundesgymnasiums/Bundesrealgymnasiums Klagenfurt, Mössingerstraße, und erhielt den Titel eines „Hofrats“ verliehen.

## Laufbahn

### Karriere als Spieler
Ludescher spielte zuerst im Nachwuchs beim Klagenfurter AC; seine „große“ Karriere begann er beim SK Austria Klagenfurt in der damaligen „Tauernliga“ (Liga der Bundesländer Kärnten und Salzburg), der aus Kärntner Sicht zweit- bzw. später dritthöchsten Spielklasse in Österreich. Nach insgesamt nicht ganz sieben Jahren wechselte er kurzfristig zurück zum Klagenfurter AC und danach zum SK Rapid Wien. Von 1964 bis 1968 spielte er beim FC Wacker Innsbruck.

### Karriere als Trainer
Nach einer Nachwuchs-Trainertätigkeit bei Wacker Innsbruck Ende der 1960er-Jahre, wo er mit der Juniorenmannschaft österreichischer Meister 1968/69 wurde, begann Ludescher seine Trainerkarriere bei Kampfmannschaften beim SV St. Veit, dem nachmaligen FC St. Veit. Im Juli 1980 wechselte er zum damaligen Zweitdivisionär Austria Klagenfurt, den er bereits in seiner zweiten Saison zum Meistertitel und somit zum Aufstieg in die 1. Division der Bundesliga führte, und damit in Klagenfurt eine große Fußballeuphorie auslöste. In seinen sechs Jahren als Cheftrainer in Waidmannsdorf führte er die Klagenfurter Austria nicht nur zurück in die erste Bundesliga, sondern vier Saisonen in Folge unter die besten Acht, was bis dahin noch keinem Kärntner Fußballklub gelungen war. Überdies gelang ihm in dieser Ära das seltene Kunststück, in drei aufeinanderfolgenden Saisonen die Heimspiele gegen den damaligen österreichischen Fußballmeister Austria Wien zu gewinnen. Seine Erfolge in der Kärntner Hauptstadt sowie seine Sachlichkeit und Eloquenz führten nicht nur dazu, dass er unter Kärntner Fußballfans vorwiegend als der Professor bezeichnet wurde, sondern blieben auch der Konkurrenz nicht verborgen, und so wechselte er 1986 zum SK Sturm Graz, den er in seiner zweiten Trainersaison auf Platz drei und damit einen UEFA-Cup-Rang führte. Der Beginn seiner dritten Saison in Graz verlief allerdings glücklos, weshalb er den SK Sturm im Herbst 1988 verließ, und 1989 für ein Jahr zum SV Spittal wechselte. Danach beendete er vorläufig seine Trainerlaufbahn und konzentrierte sich in den 1990er Jahren auf seine Tätigkeit als Mittelschulprofessor an einem Klagenfurter Gymnasium, dessen Direktor er für einige Jahre wurde, bevor er 1999/2000 neuerlich das Traineramt des FC St. Veit übernahm. Von 2001 bis 2008 war er als Trainer beim „FC KAC 1909“ (Klagenfurter AC) tätig, im April 2008 übernahm er dort das Amt des Sportlichen Leiters. Es gelang ihm, die Erstmannschaft von der 1. Klasse (als Meister der Unterliga 2005/06) bis in die Kärntner Liga zu bringen, allerdings erfolgte der sofortige Abstieg. Ab 19. April 2014 (1:0-Auswärtssieg beim FC Diex) war er bis Saisonende als Trainer des SV Grafenstein in der 2. Klasse, der untersten Kärntner Spielklasse (exakt: 2D), tätig: Mit Endrang 2 gelang der Aufstieg in die 1. Klasse (1D). - Kurz vor Beginn der Saison 2016/17 übernahm er das Traineramt beim SV St. Jakob/Rosental in der Unterliga West, doch im Mai 2017 trat er, obwohl mit dem Team relativ klar in Führung liegend, zurück, da er, wie er sich sinngemäß ausdrückte, „zu viele Einmischungen in seine Tätigkeit durch andere Klubfunktionäre“ ortete. (Die Mannschaft schaffte den Titel und Aufstieg in die Kärntner Liga.)